# توتكو أتشيك
توتكو أتشيك (بالتركية: Tutku Açık)‏ مواليد 1 سبتمبر 1980 في ديار بكر، هو لاعب كرة سلة تركي. بدأ مسيرته الاحترافية في سنة 1997. يلعب مع فريق نادي طرابزون سبور في الدوري التركي لكرة السلة كلاعب هجوم خلفي. يحمل الرقم 11. يبلغ طوله 6 قدم 4.5 بوصة (1.9 م).

## المسيرة الاحترافية
لعب مع أولكرسبور من سنة 2000 إلى 2005، ثم لعب مع تورك تيليكوم في الدوري التركي من سنة 2005 إلى 2010، ثم لعب مع غلطة سراي لكرة السلة من سنة 2010 إلى 2012، ثم لعب مع بشكتاش لكرة السلة في الدوري التركي في موسم 2012–2013، ثم لعب مع طرابزون سبور لكرة السلة في سنة 2013.

## روابط خارجية
- توتكو أتشيك على موقع الاتحاد الدولي لكرة السلة (الإنجليزية)
- توتكو أتشيك على موقع الدوري الأوروبي لكرة السلة (الإنجليزية)
- توتكو أتشيك على موقع كرة السلة الأوروبية.كوم (الإنجليزية)
- توتكو أتشيك على موقع ريلجم (الإنجليزية)
- توتكو أتشيك على موقع بروبوليرز (الإنجليزية)
- توتكو أتشيك على موقع سبورتس رفرنس (الإنجليزية)